# Safari Rally 2002
Il Safari Rally 2002, ufficialmente denominato 50th Inmarsat Safari Rally, è stata l'ottava tappa del campionato del mondo rally 2002 nonché la cinquantesima edizione del Safari Rally e la ventottesima con valenza mondiale. La manifestazione si è svolta dal 12 al 14 luglio sugli sulle polverose piste che attraversano gli altipiani del Kenya a nord-ovest della capitale Nairobi, sede designata del rally, mentre il parco assistenza per i concorrenti venne allestito a Suswa.
L'evento è stato vinto dal britannico Colin McRae, navigato dal connazionale Nicky Grist, al volante di una Ford Focus WRC 02 della squadra Ford Rallye Sport, davanti alla coppia finlandese formata da Harri Rovanperä e Risto Pietiläinen, su una Peugeot 206 WRC (2002) del team Peugeot Total, e all'equipaggio composto dallo svedese Thomas Rådström e dal francese Denis Giraudet, alla guida di una Citroën Xsara WRC della scuderia Automobiles Citroën.
Con questo successo Colin McRae ottenne la sua venticinquesima vittoria in carriera e si portò in testa alla classifica di tutti i tempi, sopravanzando Carlos Sainz e Tommi Mäkinen, entrambi a quota 24 successi.
In Kenya si disputava anche la quinta tappa del campionato PWRC, che ha visto vincere l'equipaggio malese costituito da Karamjit Singh e Allen Oh su una Proton Pert della scuderia Petronas EON Racing Team, i quali sono giunti inoltre al 10º posto nella graduatoria generale.

## Dati della prova
| Denominazione ufficiale             | Inmarsat Safari Rally                                                   |
| Edizione N°                         | 50                                                                      |
| Tappa N°                            | 8 di 14                                                                 |
| Data manifestazione                 | da venerdì 12/07/2002 a domenica 14/07/2002                             |
| Sede ospitante                      | Nairobi (contea di Nairobi)                                             |
| Sede parco assistenza               | Suswa (contea di Narok)                                                 |
| Superficie                          | Terra                                                                   |
| Iscritti                            | 51                                                                      |
| Partiti                             | 48                                                                      |
| Arrivati                            | 11 (22,9%)                                                              |
| Prove speciali previste             | 12                                                                      |
| Prove speciali disputate            | 11 (1 cancellata)                                                       |
| Prova più breve                     | 73,63 km (CS1: Ngema - Kedong)                                          |
| Prova più lunga                     | 106,59 km (CS7: Kedong - Ntulele)                                       |
| Prova più lenta                     | velocità media di 98,69 km/h (CS11: Nailongilok - Il Damat 2)           |
| Prova più veloce                    | velocità media di 134,22 km/h (CS12: Seyabei - Kerrerie 2)              |
| Lunghezza prove speciali previste   | 1010,80 km                                                              |
| Lunghezza prove speciali disputate  | 936,05 km (39,7% della distanza totale effettiva - cancellati 74,75 km) |
| Lunghezza complessiva trasferimenti | 1421,07 km                                                              |
| Distanza totale effettiva           | 2357,12 km                                                              |

## Itinerario
| Frazione            | Prova  | Ora    | Nome                        | Lunghezza | Totale     |
| ------------------- | ------ | ------ | --------------------------- | --------- | ---------- |
| Frazione 1 (12 lug) |        | 07:30  | Assistenza – Suswa (20 min) | –         | 336,78 km  |
| Frazione 1 (12 lug) | CS1    | 08:23  | Ngema - Kedong              | 73,63 km  | 336,78 km  |
| Frazione 1 (12 lug) |        | 09:28  | Assistenza – Suswa (20 min) | –         | 336,78 km  |
| Frazione 1 (12 lug) | CS2    | 10:32  | Seyabei - Kerrerie 1        | 81,84 km  | 336,78 km  |
| Frazione 1 (12 lug) |        | 12:25  | Assistenza – Suswa (20 min) | –         | 336,78 km  |
| Frazione 1 (12 lug) | CS3    | 13:24  | Nailongilok - Il Damat 1    | 74,75 km  | 336,78 km  |
| Frazione 1 (12 lug) |        | 14:24  | Assistenza – Suswa (20 min) | –         | 336,78 km  |
| Frazione 1 (12 lug) | CS4    | 15:27  | Ntulele - Kedong 1          | 106,56 km | 336,78 km  |
| Frazione 1 (12 lug) |        | 16:46  | Assistenza – Suswa (45 min) | –         | 336,78 km  |
|                     |        |        |                             |           |            |
| Frazione 2 (13 lug) |        | 06:05  | Assistenza – Suswa (20 min) | –         | 410,87 km  |
| Frazione 2 (13 lug) | CS5    | 07:03  | Kedong - Ngema 1            | 73,93 km  | 410,87 km  |
| Frazione 2 (13 lug) |        | 08:03  | Assistenza – Suswa (20 min) | –         | 410,87 km  |
| Frazione 2 (13 lug) | CS6    | 08:53  | Il Damat - Nailongilok      | 74,75 km  | 410,87 km  |
| Frazione 2 (13 lug) |        | 10:03  | Assistenza – Suswa (20 min) | –         | 410,87 km  |
| Frazione 2 (13 lug) | CS7    | 11:01  | Kedong - Ntulele            | 106,59 km | 410,87 km  |
| Frazione 2 (13 lug) |        | 13:00  | Assistenza – Suswa (20 min) | –         | 410,87 km  |
| Frazione 2 (13 lug) | CS8    | 14:04  | Kerrerie - Seyabei          | 81,67 km  | 410,87 km  |
| Frazione 2 (13 lug) |        | 15:20  | Assistenza – Suswa (20 min) | –         | 410,87 km  |
| Frazione 2 (13 lug) | CS9    | 16:18  | Kedong - Ngema 2            | 73,93 km  | 410,87 km  |
| Frazione 2 (13 lug) |        | 17:18  | Assistenza – Suswa (45 min) | –         | 410,87 km  |
|                     |        |        |                             |           |            |
| Frazione 3 (14 lug) |        | 06:05  | Assistenza – Suswa (20 min) | –         | 263,15 km  |
| Frazione 3 (14 lug) | CS10   | 07:08  | Ntulele - Kedong 2          | 106,56 km | 263,15 km  |
| Frazione 3 (14 lug) |        | 08:27  | Assistenza – Suswa (20 min) | –         | 263,15 km  |
| Frazione 3 (14 lug) | CS11   | 09:26  | Nailongilok - Il Damat 2    | 74,75 km  | 263,15 km  |
| Frazione 3 (14 lug) |        | 10:55  | Assistenza – Suswa (20 min) | –         | 263,15 km  |
| Frazione 3 (14 lug) | CS12   | 11:59  | Seyabei - Kerrerie 1        | 81,84 km  | 263,15 km  |
| Frazione 3 (14 lug) |        | 13:15  | Assistenza – Suswa (20 min) | –         | 263,15 km  |
| Totale              | Totale | Totale | Totale                      | Totale    | 1010,80 km |

## Risultati

### Classifica
| Pos.                   | Nº       | Pilota          | Co-pilota         | Auto                   | Squadra                      | Classe    | Tempo      | Distacco   | Punti    |
| Generale               | Generale | Generale        | Generale          | Generale               | Generale                     | Generale  | Generale   | Generale   | Generale |
| ---------------------- | -------- | --------------- | ----------------- | ---------------------- | ---------------------------- | --------- | ---------- | ---------- | -------- |
| 1.                     | 5        | Colin McRae     | Nicky Grist       | Ford Focus RS WRC 02   | Ford Rallye Sport            | WRC       | 7h58'28"0  | –          | 10       |
| 2.                     | 3        | Harri Rovanperä | Risto Pietiläinen | Peugeot 206 WRC (2002) | Peugeot Total                | WRC       | 8h01'18"9  | +2'50"9    | 6        |
| 3.                     | 20       | Thomas Rådström | Denis Giraudet    | Citroën Xsara WRC      | Automobiles Citroën          | WRC       | 8h17'06"6  | +18'38"6   | 4        |
| 4.                     | 6        | Markko Märtin   | Michael Park      | Ford Focus RS WRC 02   | Ford Rallye Sport            | WRC       | 8h19'56"0  | +21'28"0   | 3        |
| 5.                     | 21       | Sébastien Loeb  | Daniel Elena      | Citroën Xsara WRC      | Automobiles Citroën          | WRC       | 8h20'16"1  | +21'48"1   | 2        |
| 6.                     | 23       | Gilles Panizzi  | Hervé Panizzi     | Peugeot 206 WRC (2002) | Peugeot Total                | WRC       | 8h33'09"0  | +34'41"0   | 1        |
| 7.                     | 16       | Roman Kresta    | Jan Tománek       | Škoda Octavia WRC Evo2 | Škoda Motorsport             | WRC       | 8h53'06"1  | +54'38"1   | -        |
| 8.                     | 19       | Juha Kankkunen  | Juha Repo         | Hyundai Accent WRC3    | Hyundai Castrol WRT          | WRC       | 9h09'59"5  | +1h11'31"5 | -        |
| 9.                     | 8        | Alister McRae   | David Senior      | Mitsubishi Lancer WRC  | Marlboro Mitsubishi Ralliart | WRC       | 9h15'41"2  | +1h17'13"2 | -        |
| 10.                    | 74       | Karamjit Singh  | Allen Oh          | Proton Pert            | Petronas EON Racing Team     | N4 / PWRC | 10h27'55"2 | +2h29'27"2 | -        |
| Campionato piloti PWRC |          |                 |                   |                        |                              |           |            |            |          |
| 1. (10.)               | 74       | Karamjit Singh  | Allen Oh          | Proton Pert            | Petronas EON Racing Team     | N4 / PWRC | 10h27'55"2 | –          | 10       |

| Principali ritiri | Principali ritiri | Principali ritiri | Principali ritiri | Principali ritiri      | Principali ritiri            | Principali ritiri | Principali ritiri | Principali ritiri |
| CS                | Nº                | Pilota            | Co-pilota         | Auto                   | Squadra                      | Classe            | Causa             | Pos.              |
| ----------------- | ----------------- | ----------------- | ----------------- | ---------------------- | ---------------------------- | ----------------- | ----------------- | ----------------- |
| CS 1              | 2                 | Marcus Grönholm   | Timo Rautiainen   | Peugeot 206 WRC (2002) | Peugeot Total                | WRC               | Motore            | -                 |
| CS 1              | 11                | Freddy Loix       | Sven Smeets       | Hyundai Accent WRC3    | Hyundai Castrol WRT          | WRC               | Frizione          | -                 |
| CS 1              | 17                | Armin Schwarz     | Manfred Hiemer    | Hyundai Accent WRC3    | Hyundai Castrol WRT          | WRC               | Alternatore       | -                 |
| CS 3              | 7                 | François Delecour | Daniel Grataloup  | Mitsubishi Lancer WRC  | Marlboro Mitsubishi Ralliart | WRC               | Motore            | 13º               |
| CS 4              | 11                | Petter Solberg    | Phil Mills        | Subaru Impreza WRC2002 | 555 Subaru WRT               | WRC               | Motore            | 16º               |
| CS 4              | 15                | Toni Gardemeister | Paavo Lukander    | Škoda Octavia WRC Evo2 | Škoda Motorsport             | WRC               | Ruota persa       | 7º                |
| CS 8              | 4                 | Carlos Sainz      | Luis Moya         | Ford Focus RS WRC 02   | Ford Rallye Sport            | WRC               | Pompa dell'olio   | 3º                |
| CS 8              | 10                | Tommi Mäkinen     | Kaj Lindström     | Subaru Impreza WRC2002 | 555 Subaru WRT               | WRC               | Sospensione       | 6º                |
| CS 8              | 14                | Kenneth Eriksson  | Christina Thörner | Škoda Octavia WRC Evo2 | Škoda Motorsport             | WRC               | Cambio            | 4º                |
| CS 9              | 1                 | Richard Burns     | Robert Reid       | Peugeot 206 WRC (2002) | Peugeot Total                | WRC               | Ruota persa       | 5º                |

Legenda
| Icona | Classe                                                                                  |
| ----- | --------------------------------------------------------------------------------------- |
| WRC   | Equipaggio di classe A8 che può conquistare punti per il campionato costruttori WRC     |
| WRC   | Equipaggio di classe A8 che non può conquistare punti per il campionato costruttori WRC |
| PWRC  | Equipaggio registrato al campionato PWRC                                                |
| JWRC  | Equipaggio registrato al campionato Junior WRC                                          |
|       | Ulteriori classificazioni                                                               |

### Prove speciali
| Frazione            | Prova | Ora   | Nome                     | Lunghezza | Vincitori                    | Tempo            | Velocità media   | Leader del rally            |
| ------------------- | ----- | ----- | ------------------------ | --------- | ---------------------------- | ---------------- | ---------------- | --------------------------- |
| Frazione 1 (12 lug) | PS1   | 08:23 | Ngema - Kedong           | 73,63 km  | Tommi Mäkinen Kaj Lindström  | 36'47"8          | 120,06 km/h      | Tommi Mäkinen Kaj Lindström |
| Frazione 1 (12 lug) | PS2   | 10:32 | Seyabei - Kerrerie 1     | 81,84 km  | Colin McRae Nicky Grist      | 37'13"1          | 131,93 km/h      | Tommi Mäkinen Kaj Lindström |
| Frazione 1 (12 lug) | PS3   | 13:24 | Nailongilok - Il Damat 1 | 74,75 km  | Tommi Mäkinen Kaj Lindström  | 44'23"6          | 101,03 km/h      | Tommi Mäkinen Kaj Lindström |
| Frazione 1 (12 lug) | PS4   | 15:27 | Ntulele - Kedong 1       | 106,56 km | Colin McRae Nicky Grist      | 51'00"2          | 125,36 km/h      | Tommi Mäkinen Kaj Lindström |
|                     |       |       |                          |           |                              |                  |                  |                             |
| Frazione 2 (13 lug) | PS5   | 07:03 | Kedong - Ngema 1         | 73,93 km  | Sébastien Loeb Daniel Elena  | 37'30"6          | 118,26 km/h      | Colin McRae Nicky Grist     |
| Frazione 2 (13 lug) | PS6   | 08:53 | Il Damat - Nailongilok   | 74,75 km  | prova cancellata             | prova cancellata | prova cancellata | Colin McRae Nicky Grist     |
| Frazione 2 (13 lug) | PS7   | 11:01 | Kedong - Ntulele         | 106,59 km | Richard Burns Robert Reid    | 51'11"1          | 124,95 km/h      | Colin McRae Nicky Grist     |
| Frazione 2 (13 lug) | PS8   | 14:04 | Kerrerie - Seyabei       | 81,67 km  | Gilles Panizzi Hervé Panizzi | 37'22"4          | 131,11 km/h      | Colin McRae Nicky Grist     |
| Frazione 2 (13 lug) | PS9   | 16:18 | Kedong - Ngema 2         | 73,93 km  | Sébastien Loeb Daniel Elena  | 36'36"6          | 121,16 km/h      | Colin McRae Nicky Grist     |
|                     |       |       |                          |           |                              |                  |                  | Colin McRae Nicky Grist     |
| Frazione 3 (14 lug) | PS10  | 07:08 | Ntulele - Kedong 2       | 106,56 km | Colin McRae Nicky Grist      | 51'32"1          | 124,06 km/h      | Colin McRae Nicky Grist     |
| Frazione 3 (14 lug) | PS11  | 09:26 | Nailongilok - Il Damat 2 | 74,75 km  | Gilles Panizzi Hervé Panizzi | 45'26"6          | 98,69 km/h       | Colin McRae Nicky Grist     |
| Frazione 3 (14 lug) | PS12  | 11:59 | Seyabei - Kerrerie 1     | 81,84 km  | Sébastien Loeb Daniel Elena  | 36'35"1          | 134,22 km/h      | Colin McRae Nicky Grist     |

## Classifiche mondiali
Classifica piloti
| Pos. | Pos. | Pilota            | Punti |
| ---- | ---- | ----------------- | ----- |
| 1    |      | Marcus Grönholm   | 37    |
| 2    | 2    | Colin McRae       | 30    |
| 3    | 1    | Carlos Sainz      | 23    |
| 4    | 1    | Gilles Panizzi    | 21    |
| 5    |      | Richard Burns     | 19    |
| 6    | 2    | Harri Rovanperä   | 18    |
| 7    | 1    | Petter Solberg    | 15    |
| 8    | 1    | Tommi Mäkinen     | 14    |
| 9    | 1    | Sébastien Loeb    | 8     |
| 10   | 1    | Philippe Bugalski | 7     |
| 11   |      | Markko Märtin     | 7     |
| 12   | N    | Thomas Rådström   | 4     |
| 13   | 1    | Alister McRae     | 2     |
| 14   | 1    | Toni Gardemeister | 2     |
| 15   | 1    | Kenneth Eriksson  | 1     |

Classifica costruttori WRC
| Pos. | Pos. | Squadra                      | Punti |
| ---- | ---- | ---------------------------- | ----- |
| 1    |      | Peugeot Total                | 83    |
| 2    |      | Ford Rallye Sport            | 69    |
| 3    |      | 555 Subaru WRT               | 35    |
| 4    | 1    | Škoda Motorsport             | 8     |
| 5    | 1    | Marlboro Mitsubishi Ralliart | 7     |
| 6    |      | Hyundai Castrol WRT          | 6     |